# Percival Wallace
 Percival Francis Wallace Midgley (Saffron Walden, Essex, Inglaterra, Reino Unido; 1885 - Barcelona, España; 14 de diciembre de 1942) más conocido como Percy Wallace, fue un futbolista y tenista inglés. Como futbolista jugaba como delantero y desarrolló su carrera en España, entre el FC Barcelona y el RCD Espanyol.

## Trayectoria
Nacido en el condado de Essex, Reino Unido, en mayo de 1910 se mudó a Barcelona, ingresado en el FC Barcelona, equipo del que su hermano mayor Charles era capitán y directivo. Pocos días después debutó como azulgrana disputando la fase final del Copa del Rey, contribuyendo con un gol en el primer título de campeón de España de la historia del club. Al año siguiente los hermanos Wallace fueron los grandes protagonista en la conquista de la Copa de los Pirineos, con tres goles —uno de Percy y dos de Charles— en la final contra el Bordeaux (4-2). Esa misma temporada ganaron también el Campeonato de Cataluña.
Esta exitosa etapa terminó cuando varios jugadores fueron acusados de jugar un partido amistoso contra el Valencia CF para quedarse con la recaudación, lo que provocó un cisma en el club con los defensores del amateurismo, encabezados por el presidente, Hans Gamper. Finalmente, en una asamblea celebrada en octubre de 1911, los jugadores rebeldes, entre ellos los hermanos Percy y Charles Wallace, fueron expulsados del FC Barcelona. 
Tras jugar brevemente en el RCD Espanyol, donde conquistó un nuevo Campeonato de Cataluña, Percy Wallace se unió al proyecto del Casual SC, un club impulsado por los disidentes barcelonistas, entre ellos su hermano Charles. El nuevo equipo, sin embargo, tuvo una vida efímera y se disolvió en 1913, momento en el que regresó al FC Barcelona, donde volvió a coincidir con su hermano. Terminó su carrera futbolística la temporada 1915-16 nuevamente en las filas del RCD Espanyol.
Tras dejar el fútbol, siguió vinculado al deporte como jugador de tenis del Real Club de Tenis Turó, donde coincidió con varios excompañeros futbolistas.

## Clubes
| Club         | País   | Año       |
| ------------ | ------ | --------- |
| FC Barcelona | España | 1910-1911 |
| RCD Espanyol | España | 1911-1912 |
| Casual SC    | España | 1912-1913 |
| FC Barcelona | España | 1913-1915 |
| RCD Espanyol | España | 1915-1916 |